# Tellervo Kalleinen
Tellervo Kalleinen, född 1975 i Lojo i Finland, är en finländsk installations-, performance -, ljud- och konstfilmskonstnär.
Hon utbildade sig på Sibeliusakademin i Helsingfors till 1994 och Konstuniversitetets Bildkonstakademi i Helsingfors 1997–2003. Hon var också gäststudent på Hochschule für bildende Künste Braunschweig              
för Marina Abramović och Hochschule für bildende Künste Hamburg i Tyskland 2000–2001 och utbildade sig i kinesisk traditionell medicin och akupunktur i Helsingfors 1996–2001. 
Hon arbetar individuellt och sedan 2002 också i samarbete med sin man Oliver Kochta-Kalleinen. Hon skriver musik och text för ensemblen Olento Orchestral.
I mars 2014 fick Tellervo Kalleinen och Oliver Kochta-Kalleinen utmärkelsen Ars Fennica.